# Blake Strode
Blake Strode (* 9. Juli 1987 in St. Louis, Missouri) ist ein ehemaliger US-amerikanischer Tennisspieler.

## Karriere
In seiner Jugend ging er auf die Pattonville High School in Missouri, wo er High School Champion wurde. Später nahm er auch an den College-Meisterschaften teil, wo er jedoch keine größeren Erfolge feiern könnte.
Seit 2008 nahm er gelegentlich an Turnieren der ITF Future Tour teil, wo ihm im Juli ein Halbfinaleinzug gelang, der ihm die ersten Punkte für die Weltrangliste bescherte. Ein Jahr später errang er einen Titel jeweils im Einzel und Doppel und erreichte ein weiteres Finale, was ihn in der Rangliste bis auf Platz 554 voranbrachte.
2010 nahm er erstmals an der Qualifikation eines Grand-Slam-Turniers in New York teil, verlor dort aber in der zweiten Runde gegen Ivan Dodig. Außerdem nahm er erstmals an einem Challenger-Turnier in Tulsa teil.
2011 nahm er häufiger an Challengers teil, kam aber nie über ein Viertelfinale hinaus. Darüber hinaus gewann er erneut jeweils einen Future-Titel im Einzel und Doppel.
2012 kam er in Newport zu seinem einzigen Auftritt auf der ATP World Tour. Obwohl er in der Qualifikation gegen Denis Kudla verlor, durfte er als Lucky Loser im Hauptfeld starten, wo er Dimitar Kutrowski in zwei Sätzen unterlag. Außerdem erreichte er in dem Jahr das Halbfinale des Challengers in Savannah und ein Finale bei einem Future-Turnier. Er erreichte auch seine Höchstplatzierung, einen 311. Rang im Einzel und einen 571. Rang im Doppel. Sein letztes Profimatch bestritt er Mitte 2012.